# Jeong Seon
 (novembre 2022).
Jeong Seon (정선, 鄭敾), ou Chong Son (1676-1759) est un peintre paysagiste coréen. Il est aussi connu sous le nom de Gyeomjae (겸재, 謙齋) avec lequel il signait ses peintures. Son nom de courtoisie était Wonbaek (원백, 元伯). C'est l'un des rares peintres coréens qui se distingue des styles traditionnels chinois. Il développa son propre style basé sur des paysages coréens, ce qui fait de lui un des chefs de file du jingyeong, la « vue authentique ». Toutefois, ses peintures sont aussi classées comme faisant partie de l'école du Sud. Il est connu pour avoir quitté fréquemment son studio pour peindre les paysages comme il les voyait vraiment. Il a ainsi inspiré d'autres artistes qui l'ont suivi, il a eu un impact durable sur la peinture Joseon.

## Éléments biographiques
Contrairement à la plupart des peintres de son époque, Jeong Seon n'était pas issu d'une famille aisée. Il fut découvert par un aristocrate de son voisinage qui le recommanda à la cour du roi. Il obtint peu après une position officielle. Jeong Seon peignait tous les jours et fut un peintre prolifique jusque dans ses vieux jours. Il composa plus de 400 peintures. Les plus célèbres sont Inwang jesaekdo et Geumgang jeondo.
Au moment où il commence à innover, la peinture chinoise de la dynastie Song de l'École du Sud est de nouveau appréciée, en particulier les deux Mi, Mi Fu et Mi Youren. Ceux-ci, n'utilisent pas de traits de pinceaux précis, n'ont pas le goût du détail et des effets de couleur qui caractérisent l'École du Nord, au contraire, leur peinture, à l'encre monochrome, joue de traits de pinceau plus flous, plus libres et plus fluides.
Il inscrit sa pratique singulière, au sein de la tendance propre à la peinture coréenne, dans une approche humaine et naturaliste du monde, une très grande simplicité, un abord direct de la réalité, là où la peinture chinoise choisit la distance et la recherche métaphysique. Il aura développé ce regard plus naturaliste en pratiquant l'art du paysage d'après nature. Ce qui ne l'empêcha pas d'introduire une part d'expérimentation, dans l'esprit de l'École du Sud. Et, devant l'aspect étonnamment complexe des Monts de Diamant, loin de faire référence aux pratiques ancestrales, il employa des lignes relativement fines et anguleuses lui permettant de transcrire le caractère fantastique du paysage coréen.

## Vue panoramique du mont Geumgang

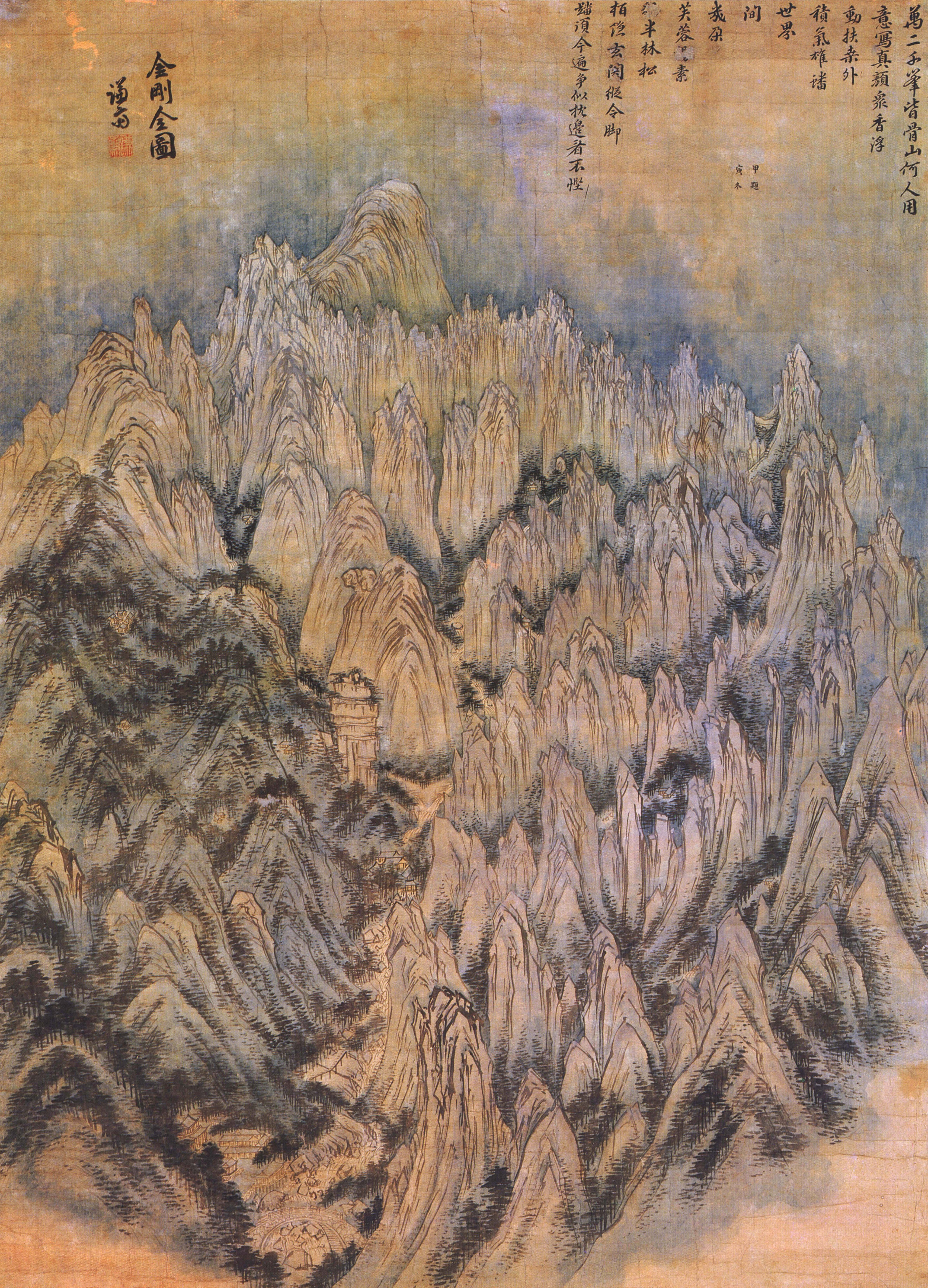
Vue panoramique du mont Geumgang, encre sur papier, 130,7 × 94,1 cm, Musée d'art Ho-Am

La vue panoramique des monts Geumgang (Geumgang jeondo, 금강전도, 金剛全圖) est une peinture de paysage réalisée en 1734 alors que Jeong Seon était dans sa cinquante-neuvième année. Elle a été classée comme trésor national n° 217.
C'est avec une multitude de peintures des monts Geumgang (les Montagnes de Diamant, 1638 m d'altitude) que Jeong Seon est devenu célèbre à l'âge de 37 ans. Il a peint une centaine de fois ces montagnes réputées pour leur beauté depuis l'antiquité. De toutes ces œuvres, le Geumgangjeondo est la plus grande et est considérée comme étant la plus spectaculaire. La vue est prise depuis Naegumgang. Le sommet le plus haut, le Birobong est à l'arrière-plan ; la rivière coule au fond de la vallée de Manpokdong.
En haut à droite, on peut lire le titre de la peinture avec un commentaire, la date et sa signature, Gyeomjae :

« Même si vous visitiez la montagne vous-même dans tous ses coins et recoins, comment peut on comparer cette joie avec ce que vous ressentez en regardant cette image depuis votre bureau ? »

## L'éclaircie au mont Inwang après la pluie

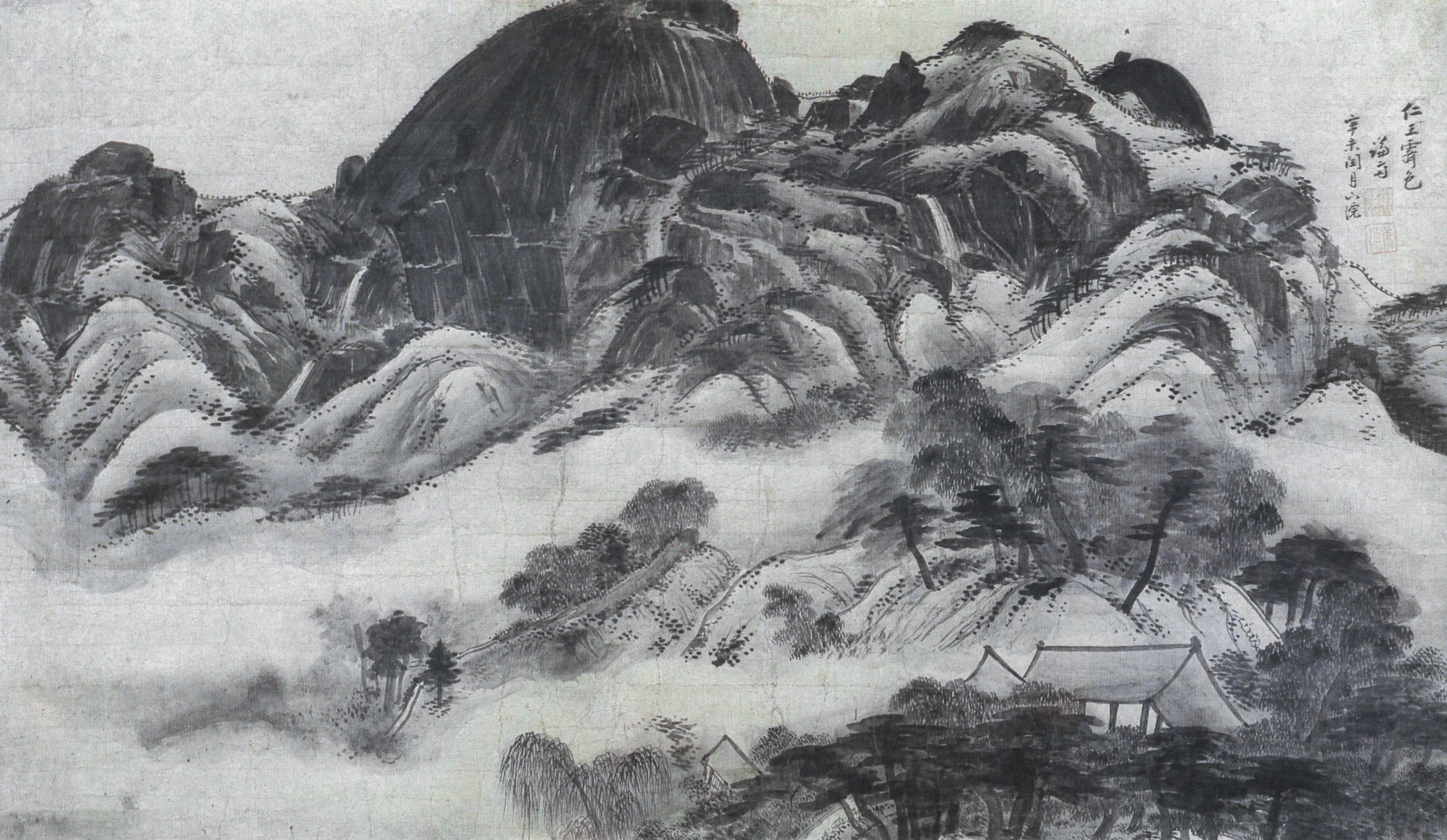
L'éclaircie au mont Inwang après la pluie. Encre sur papier, 79,2 × 138,2 cm. Musée d'art Ho-Am

L'éclaircie au mont Inwang après la pluie (Inwang jesaekdo, 인왕제색도) est une peinture de paysage réalisée par Jeong Seon à la fin du mois de mai 1751 alors qu'il était dans sa soixante-seizième année. Elle a été peinte au moment de la mort de son grand ami, le poète Yi Byeong-yeon (1670/1751).
Elle a été classée comme trésor national no 216 et est conservée au musée d'art Ho-Am à Yongin. 
Le mont Inwang (Inwangsan, 338 m d'altitude) est situé près du centre de Séoul, c'est l'endroit où vivait Jeong Seon pendant les dernières années de sa vie. La peinture représente la montagne en été après la pluie au moment où dans la vallée, le brouillard commence à s'épaissir. L'artiste utilisa des coups de pinceaux lourds et répétitifs orientés de haut en bas pour représenter les rochers mouillés par la pluie, mettant en valeur la lourdeur et l'immensité de la montagne. Le brouillard, laissé en réserve avec le blanc du papier ourlé d'une encre très diluée, dissimule les quelques maisons du quartier de Jang-dong. Il forme un fort contraste avec les montagnes. À leur pied on distingue les maisons du peintre et du poète.
Une postface a été écrite pour le tableau, probablement en 1802, à la mort du collectionneur Sim Hwan-ji (1730-1802) :

« Le mont Samgaksan anciennement Bukhansan, est détrempé par l'averse répandue par les nuages printaniers ; la verdure de dix mille pins enveloppe la maison dont l'occupant peint et écrit des poèmes, assis dans cette forêt brumeuse. »